# ألف شفارتز
ألف شفارتز هو كاتب غير روائي وأستاذ جامعي كندي، ولد في 22 مايو 1935 في بيبراخ آن در ريس في ألمانيا، وتوفي في 3 أغسطس 2015 في ناتال في البرازيل.